# Bunduki (Tanzania)
Bunduki è una circoscrizione rurale (rural ward) della Tanzania situata nel distretto di Mvomero, regione di Morogoro. Conta una popolazione di 7 136 abitanti (censimento 2012).